# Dan Wilson (Jazzmusiker)
Dan Wilson (* um 1986) ist ein amerikanischer Jazzmusiker (Gitarre, Komposition)

## Leben und Wirken
Wilson wuchs in Akron, Ohio, auf, und verbrachte den Großteil seiner Kindheit und Jugend in der Kirchengemeinde, wo er auch als Musiker begann. 2006 absolvierte er sein Bachelorstudium am Hiram College. Seine Interesse für brasilianische Musik führte ihn 2007 nach Rio de Janeiro, wo er für seine Masterarbeit forschte, die er 2009 an der Youngstown State University erfolgreich abschloss.
Wilson nahm zunächst mit dem Pianisten Joe McBride auf und tourte dann weltweit mit Joey DeFrancesco (Project Freedom) und seit 2017 mit Christian McBride. 2012 erschien sein Debütalbum To Whom It May Concern. Gemeinsam mit Joy Brown, Marco Panascia, Christian Sands und Jeff Tain Watts legte er 2021 das Album Vessels of Wood and Earth vor; 2023 folgte sein Album Things Eternal (u. a. mit Glenn Zaleski, Brandon Rose und David Throckmorton) Weiterhin arbeitete er mit Eric Marienthal, Russell Malone, Les McCann, René Marie, Jeff Hamilton, David Sanborn und Dave Stryker.
Zudem unterrichtet Wilson Jazzgitarre und Musiktheorie.